# Who's Last
Who's Last es el segundo álbum en directo del grupo británico The Who, publicado por la compañía discográfica MCA Records en diciembre de 1984. El álbum, grabado en 1982 durante la gira de «despedida» del grupo, fue extraído mayoritariamente del concierto ofrecido en el Richfield Coliseum de Cleveland (Ohio) el 14 de diciembre de 1982, el «último concierto en los Estados Unidos», tal y como Pete Townshend dice al terminar «Won't Get Fooled Again», antes de la reunión del grupo con motivo de su 25º aniversario. Al menos dos canciones, «Magic Bus» y «Summertime Blues», fueron extraídas del concierto ofrecido en el Kingdome de Seattle el 20 de octubre.
Cinco canciones de la gira fueron publicadas como temas extra en las reediciones de Face Dances e It's Hard en 1997: «The Quiet One», grabada en el Shea Stadium el 12 de octubre de 1982, así como «It's Hard», «Eminence Front», «Dangerous» y «Cry If You Want», grabados en Toronto el 17 de diciembre.

## Lista de canciones
Todas las canciones escritas y compuestas por Pete Townshend excepto donde se anota. 
| Cara A |                    |              |          |  |
| N.º    | Título             | Escritor(es) | Duración |  |
| 1.     | «My Generation»    |              | 3:23     |  |
| 2.     | «I Can't Explain»  |              | 2:35     |  |
| 3.     | «Substitute»       |              | 2:57     |  |
| 4.     | «Behind Blue Eyes» |              | 3:40     |  |
| 5.     | «Baba O'Riley»     |              |          |  |

| Cara B |                                   |                |          |  |
| N.º    | Título                            | Escritor(es)   | Duración |  |
| 1.     | «Boris the Spider»                | John Entwistle | 2:41     |  |
| 2.     | «Who Are You»                     |                | 6:35     |  |
| 3.     | «Pinball Wizard»                  |                | 2:52     |  |
| 4.     | «See Me Feel Me/Listening to You» |                | 4:41     |  |

| Cara C |                          |              |          |  |
| N.º    | Título                   | Escritor(es) | Duración |  |
| 1.     | «Love, Reign o'er Me»    |              | 5:13     |  |
| 2.     | «Long Live Rock»         |              | 3:34     |  |
| 3.     | «Reprise»                |              | 1:38     |  |
| 4.     | «Won't Get Fooled Again» |              | 11:21    |  |

| Cara D |                    |                               |          |  |
| N.º    | Título             | Escritor(es)                  | Duración |  |
| 1.     | «Doctor Jimmy»     |                               | 4:56     |  |
| 2.     | «Magic Bus»        |                               | 6:54     |  |
| 3.     | «Summertime Blues» | Eddie Cochran, Jerry Capehart | 3:07     |  |
| 4.     | «Twist and Shout»  | Phil Medley, Bert Russell     | 3:59     |  |

## Personal
The Who
- Roger Daltrey: voz, guitarra acústica, percusión y armónica
- Pete Townshend: voz y guitarra
- John Entwistle: voz y bajo
- Kenney Jones: batería y percusión

Otros músicos
- Tim Gorman: piano, teclados y sintetizadores